# سیارک ۵۸۴۲۴
سیارک ۵۸۴۲۴ (به انگلیسی: 58424 Jamesdunlop، نامگذاری:1996DL1) پنجاه و هشت هزار و چهارصد و بیست و چهارمین سیارک کشف شده‌است که در ۲۲ فوریه ۱۹۹۶ کشف شد.